# Cesare Lupi
Cesare Lupi (Bergamo, 8 luglio 1575 – Napoli, 17 luglio 1615) è stato un condottiero italiano che, come gli altri membri della famiglia, si arruolò al soldo della Serenissima.

## Biografia
Cesare Lupi era nato a Bergamo nella vicinia di San Salvatore l'8 luglio 1575 da Alessandra Guarnieri, mentre il padre Cesare, della nobile famiglia Lupi era morto prima della sua nascita il 20 febbraio del 1575. Padrino al battesimo fu il parente della madre, il canonico Maffeo Guarneri. Come tutti gli altri membri della famiglia si avvicinò alla vita militare diventando Cavaliere gerosolimitano nel 1599 e l'anno successivo, il 21 dicembre, ricevette le insigne militari secondo la regola dei Cavalieri di Malta a La Valletta nella chiesa di Santa Caterina d'Alessandria. Cesare Lupi dichiarò con giuramento solenne fedeltà e obbedienza all'ordine dei cavalieri. In un sonetto del 1771 furono decantate le sue azioni di difesa alla sua religione e alla nobiltà.
Cesare Lupi fece il primo testamento il 24 marzo 1612 dove si firmò Fra Cesare Lupi cavaliere gerosolimitano. Il lascito testamentario era a favore del fratello Pompeo e del di lui figlio Mario e in caso che quest'ultimo non avesse avuto eredi, del cugino Giovanni Maria fu Gerolamo. Alla madre Alessandra Guarnieri, lasciava la sua casa con gli arredi che possedeva in via Rosate e un legato alla sorella Faustina in Moioli. Il testamento fu chiuso con il sigillo dell'arma gentilizia, firmato da testimoni e consegnato al notaio Aurelio Maldura, anche questi assistito da altri notai. Tutto questo a indicare l'importanza che aveva il personaggio e la sua famiglia in quel contesto storico.
Il personaggio è stato immortalato da un pittore anonimo in una tela della metà del XVII secolo poi conservato dalla Fondazione Morando-Bolognini come dono della famiglia. Il Lupi è raffigurato a figura intera indossando l'abito dei Cavalieri di Malta, con la croce d'oro sul petto. Il dipinto riporta la scritta CESAR LVPVS MELITENSIS EQVES-1612.
Cesare Lupi morì a Napoli il 17 luglio 1615 come risulta dalla lettera che sembra essere stata presentata al podestà di Bergamo, Gerolamo Nicoli, e spedita dal mercante Pietro Custone a Pompeo Lupi.

### L'agguato
Molto documentato è l'agguato che lo vide protagonista in prima persona l'8 maggio 1611. In uno dei suoi soliti spostamenti da Bergamo a Cenate Sotto per raggiungere il suo castello accompagnato da sette personaggi tra servi e amici, finì in un'imboscata presso la casa di un certo Giovanni Battista Terzi in località detta la Casella, furono infatti raggiunti da 7 o 8 colpi di archibugio. Dall'abitazione uscirono poi più persone che continuarono a sparare colpi diretti al Lupi, mentre erano già stati feriti alcuni suoi accompagnatori. Gli aggrediti non mancarono certo di rispondere all'attacco sparando, obbligando gli assalitori a fuggire su cavalli che sembra fossero già pronti nelle vicinanze, spostandosi verso Seriate e Zanica. Alcuni contadini presenti all'agguato dichiararono poi che gli assalitori erano almeno 20 o 25 persone tutte armate e a cavallo.
Il veneziano Giulio Contarini, podestà di Bergamo, convocò gli offesi e anche i testimoni i quali dichiararono che Cesare Lupi non aveva nemici se non un membro della famiglia Brembati, certo conte Francesco, con il quale non aveva trovato un accordo per cause precedenti, e considerato che tra gli assalitori era stato riconosciuto un certo Alessandro del Borgo, amico del Brembati che abitava a Brescia la casa degli Avogadro, famiglia amica dei Brembati, ma che era stato visto in città nei giorni precedenti con altri personaggi tutti armati di archibugi corti, e interrogato l'oste che lo aveva ospitato dichiarò che era rimasto a Bergamo solo pochi giorni e che la sera dell'11 aveva preso un cavallo a nolo e si era velocemente allontanato, si ritenne che l'attacco fosse stato ordinato proprio dal Brembati. Fu interrogata anche la massara di casa Terzi perché fu impossibile trovare il Terzi che si suppose si fosse volutamente allontanato per tenere libera la sua casa ai Brembati di cui era in qualche forma parente. 
Sia il Brembati che il Lupi erano personaggi di spicco nella vita cittadina del tempo, fu solo il 20 maggio che il conte Francesco Martinengo riuscì a far incontrare i due soggetti davanti al capitano di Bergamo Marco Dandolo, ottenendo una forma di rappacificazione accettata da entrambi e ritenuta una forma di pace senza poter però trovare i colpevoli dell'agguato. Il Lupi infatti dichiarò di ritenersi soddisfatto della pace ma solo per i fatti precedenti non certo per l'agguato che forse poteva essere compiuto per mano di un personaggio di Milano che aveva con lui inimicizia. Certo è che non furono mai trovati i responsabili.